# حي أول نوفمبر
أول نوفمبر 1954 أحد أحياء بلدية بابا حسن الشعبية في الجزائر.
يعد حي أول نوفمبر من أرقى الأحياء في بلدية بابا حسن في مدينة الجزائر العاصمة. يزيد عدد سكانه عن 2000 نسمة. ويوجد في هذا الحي ملعب صغير يعرف بملعب «الشاطو». فيه مسجد حديث، إلى جانب المسجد توجد مقبرة وبجوارها مقبرة قديمة كانت للمستعمرين الفرنسيين. ساهم اللاجئون السوريون الذين يستضيفهم الحي بازدهار تجارة الأقمشة.